# Guy Tunmer
Percival Guy Tunmer, född 1 december 1948 i Ficksburg i Transvaal, död 22 juni 1999, var en sydafrikansk racerförare.

## Racingkarriär
Tunmer körde ett formel 1-lopp 1975. Han körde en Lotus-Ford i Sydafrikas Grand Prix 1975, i vilket han i slutade på elfte plats. 